# SsangYong Musso
El SsangYong Musso es un automóvil todoterreno del fabricante surcoreano SsangYong, producido desde el año 1993 hasta el año 2005. Es un vehículo de siete plazas dotado con chasis sobre bastidores y tracción de dos y cuatro ruedas desconectable. Fue reemplazado en el año 2005 por el SsangYong Kyron.

## Etimología
El nombre del Musso traducido del coreano significa "rinoceronte", es una expresión del coreano en cuya transificación es una alusión al animal y una reminiscencia de la gran fuerza y la voluntad del pueblo surcoreano y su pujanza en lo industrial, ya que junto al Korando; fueron de los primeros SUV's todoterreno íntegramente desarrollados en Corea del Sur.

## Historia

### Primera generación
El nombre del proyecto fue "FJ (Jeep Futuro)", y su objetivo principal fue el de desarrollar un Jeep con un estilo de cabina elegante como en los vehículos de lujo, pero adaptado al de una SUV para pasajeros de toda clase. Los primeros vehículos de prueba serían fabricados mediante un proceso, en el que se consideró por mucho el desarrollo; y en el que cada prototipo terminado era probado hasta por 10 pilotos-mecánicos; que la hacían duras exigencias y consideraciones al desarrollo. La producción total de este coche llegó a las 469.014 unidades fabricadas.
El estilo de la carrocería fue un concepto derivado del estilístico protptipo "Dolphin", un tipo de carrocería con cortes aerodinámicos bien logrados, y un diseño elegante, derivado de un estudio de diseño del RCA (Royal College Of Art), del diseño presentado por el profesor Ken Green, quien estuvo a cargo de los vehículos; hasta se hicieron estudios donde se pretendía lograr niveles de coeficiente de resistencia aerodinámica (Cd 0,36) comparables a los de un deportivo.
El motor, de combustible diésel de 2,9 litros de cubicaje; era un motor hecho bajo licencia de la casa alemana Mercedes-Benz. Para la producción en serie del SUV se adquirió la licencia, y su producción se hizo en la planta de Changwon, desde 1995. El motor anteriormente licenciado por la Mercedes-Benz, terminó siendo de los productos fabricados por la planta de manera autóctona, y con la aparición de este modelo; que se puede considerar en su época de presentación como un modelo capaz de romper las ventas frente al SUV también conceptual de la Hyundai Galloper. Además, el uso de transmisiones de doble diferencial de la Borg-Warner, y el cual le otorga tracción a las cuatro ruedas, junto con una opción de entre caja mecánica y otra automática; ambas de 5 velocidades, una de las más armoniosas entre desempeño y diseño, pero en occidente ya se dejaba entrever este tipo de diseño como "algo acajonado", por las muchas líneas rectas y curvas en armonía, pero aun así y gracias al interés demostrado en el extranjero por los diseños surcoreanos de automóviles; recibe el Premio "Good Design Award", repitiéndolo en dos ocasiones (1994 y 1996), el cual le fue otorgado en el Reino Unido, en el "Birmingham Motor Show Design Award" en sus versiones de 1994 y de 1996.
En mayo de 1994, se le añade a la serie un nuevo motor de tipo diésel; de 2,3 litros; para reducir el precio por primera vez, y en septiembre de ese año el propulsor de 2.9 motor diésel se configura con una caja automática más asequible; de 4 velocidades, y acoplada a una transmisión hecha localmente. En marzo de 1996, se incorporó una versión de 4WD Full Time, con un motor a gasolina de 3.2 litros de cilindraje para septiembre de ese año. Luego, un motor de gasolina, de 2.0 se añadiría a la base, siendo el modelo de introducción a la serie.

### Comercialización
En su primer año en el mercado, más de 500 unidades serían comercializadas hasta noviembre de ese año. En 1997 hay nuevos modelos de la serie Musso disponibles:
- Una variante con elementos de seguridad como airbags para conductor y copiloto (considerado el primer SUV/TCS's de Corea), en el cual se han aplicado mejoras en sus acabados, se aplican más y estrictos contorles de calidad y la apariencia se refina más. Su motores comprendían la versión diésel licenciada de la MB de base; y una nueva, consta de un motor de 2.3 a gasolina, proveniente de un SL 500; el que se añadió para lanzar una "versión económica" de la serie.

- Una de venta limitada, llamada "Musso 500 Limited/Musso TDI", solo disponible en el exterior, Se vendieron un total de 500 de los 400 puestos de venta (Tailandia 240, Alemania 70, Siria 13 e Italia 10), y los 100 restantes en Corea del Sur.[4] Considerada de gama alta, esta es considerada como un buen ejemplo de marketing a través de VVIP agosto de 1997. Equipada con un motor 2.9 diésel con turbocargador e intercooler, lo que le brindaba un mejor desempeño. sobre la base de esta variante se lazó posteriormente una que se denominó "Musso TDI".

#### Especificaciones (1.ª Serie)
| Modelo                         | 601 4x4 (AWD)                                                                      | 602 4x4 (4WD)                                                                                                | 602 4x4 (4WD) Turbo con intercooler                                                | 2000 DOHC 4x4 (4WD)                                                                | 2300 DOHC 4x4 (AWD)                                                                | EX 3.2 (Cambiado a IL6 3200) 4x4 (4WD)                                             |
| ------------------------------ | ---------------------------------------------------------------------------------- | --- | ---------------------------------------------------------------------------------- | ---------------------------------------------------------------------------------- | ---------------------------------------------------------------------------------- | ---------------------------------------------------------------------------------- |
| Batalla (mm)                   | 4,640                                                                              | 4,640 | 4,640                                                                              | 4,640                                                                              | 4,640                                                                              | 4,640                                                                              |
| Ancho (mm)                     | 1,850                                                                              | 1,850 | 1,850                                                                              | 1,850                                                                              | 1,850                                                                              | 1,850                                                                              |
| Altura (mm)                    | 1,735                                                                              | 1,735(602 EL) 1,750 (602 EL AUTO, 602 PRESTIGE)                                                              | 1,735                                                                              | 1,735                                                                              | 1,735                                                                              | 1,735                                                                              |
| Distancia entre ejes (mm)      | 2,630                                                                              | 2,630 | 2,630                                                                              | 2,630                                                                              | 2,630                                                                              | 2,630                                                                              |
| Piso (antes, mm)               | 1,510                                                                              | 1,510 | 1,510                                                                              | 1,510                                                                              | 1,510                                                                              | 1,510                                                                              |
| Piso (después, mm)             | 1,520                                                                              | 1,520 | 1,520                                                                              | 1,520                                                                              | 1,520                                                                              | 1,520                                                                              |
| Pasajeros/Plazas               | 5 Pasajeros/Plazas                                                                 | 5 Pasajeros/Plazas                                                                                           | 5 Pasajeros/Plazas                                                                 | 5 Pasajeros/Plazas                                                                 | 5 Pasajeros/Plazas                                                                 | 5 Pasajeros/Plazas                                                                 |
| Caja de marchas                | 5 Velocidades, manual.                                                             | 5 Velocidades, manual. 4 Velocidades, automática.                                                            | 5 Velocidades, manual. 4 Velocidades, automática.                                  | 5 Velocidades, manual. 4 Velocidades, automática.                                  | 4 Velocidades, automática.                                                         | 4 Velocidades, automática.                                                         |
| Suspensión (Delantera/Trasera) | Amortiguadores y Eje de tipo Mc Pherson/De horquillas y 5 hojas, de tipo ballesta. | Amortiguadores y Eje de tipo Mc Pherson/De horquillas y 5 hojas, de tipo ballesta.                           | Amortiguadores y Eje de tipo Mc Pherson/De horquillas y 5 hojas, de tipo ballesta. | Amortiguadores y Eje de tipo Mc Pherson/De horquillas y 5 hojas, de tipo ballesta. | Amortiguadores y Eje de tipo Mc Pherson/De horquillas y 5 hojas, de tipo ballesta. | Amortiguadores y Eje de tipo Mc Pherson/De horquillas y 5 hojas, de tipo ballesta. |
| Tracción                       | Todas las versiones cuentan con tracción a las 4 ruedas (conectable o permanente). | Todas las versiones cuentan con tracción a las 4 ruedas (conectable o permanente).                           | Todas las versiones cuentan con tracción a las 4 ruedas (conectable o permanente). | Todas las versiones cuentan con tracción a las 4 ruedas (conectable o permanente). | Todas las versiones cuentan con tracción a las 4 ruedas (conectable o permanente). | Todas las versiones cuentan con tracción a las 4 ruedas (conectable o permanente). |
| Combustible                    | Diésel                                                                             | Diésel | Diésel                                                                             | Gasolina                                                                           | Gasolina                                                                           | Gasolina                                                                           |
| Cilindraje (en cc)             | 2,299                                                                              | 2,874 | 2,874                                                                              | 1,998                                                                              | 2,295                                                                              | 3,199                                                                              |
| Salida máxima (ps/rpm)         | 79/4,000                                                                           | 95/4,000 | 120/4,000                                                                          | 133/5,500                                                                          | 149/6,000                                                                          | 218/5,750                                                                          |
| Par motor máximo (kg*m/rpm)    | 16.0/2,400~2,800 (Entre cambios: 16,0/2.400)                                       | 19.6/2,400~2,600 (Entre cambios: 19,6/2.400)                                                                 | 25.5/2,400                                                                         | 18.4/4,200                                                                         | 21.6/4,000                                                                         | 31.6/3,750                                                                         |
| Consumo (km/ℓ)                 | 18.1 (versión de 4x4) (en cambio de marcha 12.4 (versión de 4x4) en caja manual)   | 16.9 (en versión 4x4) (en cambio de marcha 11.6 (en versión 4x4)/ 10.1 (en versión 4x4, con caja automática) | 11.7 (en versión 4x4)/ 10.9 (en versión 4x4, con caja automática)                  | 8,8 (en las 4 ruedas, con caja manual)/8,6 (en versión 4x4, con caja automática)   | 8.3 (en versión 4x4, con caja automática)                                          | 7.2 (en versión 4x4, con caja automática)                                          |

### Segunda generación
En esta versión el Musso recibe una nueva cara y una nueva parrilla frontal, primero con el emblema de la SsangYong, y otro con el de la Daewoo. Esta serie es llevada al mercado en junio de 1998. Las mecánicas existentes, como en el modelo anterior; eran de la Mercedes-Benz. La primera era una variante con caja mecánica de cuatro velocidades en su transmisión, de tipo automático, no era producida por Vitra sino localmente, y la otra; una de caja secuencial electrónica de cuatro velocidades también de transmisión automática. En julio del año 1999, sale una versión tipo camioneta; luego se lanzaría a la producción en serie una versión de siete plazas, y la Ssangyong Motors hace de sus coches ahora parte de la gama de modelos de su nueva propietaria, la Daewoo Motor, imponiendo a su vez el emblema de la Daewoo, antes de que la venta de la misma se sucediera a la GM, y las plantas de Daewoo estuvieren en el sistema de manufactura de la multinacional norteamericana. Ya lejos del Grupo Daewoo en el 2000, la imagen de la Ssangyong Motors sería retomada de nuevo y con ello, algunos cambios en el exterior de sus diseños fueron hechos.
El cambio más significativo fue la reaparición del emblema de la SsanYong en la parrilla del radiador, aparte de que los elementos de la guarnición lateral y el parachoques delantero auxiliar contarían con un retoque (aparte de que se añadió un mataburros con faros antiniebla), en dos tonos y aplicando el color de la carrocería, y desde luego; el cambio de las cubiertas laterales y la toma de aire del babero en el bómper delantero sufre una ampliación. La consola central, las cubiertas de las puertas, con el cambio de diseños, así como en los forros y otros recibieron sustanciales modificaciones, y la carta de opción de colores fue cambiada. El último ajuste a la "Musso" fue la adición de unos artículos de madera dentro de las opciones de equipamiento, excepto que estos diseños no alterarían la disposición ni los compartimientos del habitáculo interior. La serie FX sigue hasta su fin sin cambios importantes. El lanzamiento de una cubierta para la rueda trasera en los modelos de la serie "Musso CT" se haría en el mes de septiembre del año 2002, y convertiría a la Musso en una camioneta de tipo sport (se denominaría a esta serie "Musso CT Sports"), y en cuya personalidad muy colorida y extraordinaria se combinan la versatilidad de un vehículo polivalente y la comodidad de un coche de pasajeros. Después de una reforma a las tributaciones de vehículos en Corea del Sur, dichas camionetas lograron un mayor cupo en el mercado (se calcula que se matricularían con la reforma más de 28.500 que se clasificaron ahora como coches en lugar de camionetas), y los cuales tenían la ventaja de poder hacerlo al llegar como modelos del año siguiente antes de la reforma fiscal, lo que desde luego sería un movimiento muy popularmente practicado por los propietarios de las furgonetas.
En junio de 2005, posteriormente la gama de vehículos "Musso" y "Musso Sports" sería reemplazada en el mercado por la Kyron, ya que en abril de 2006 el mismo modelo ya dispuso de la misma gama de coches ("Kyron" y "Kyron Sports"), y aparte se sumaría la gama de sus coches la Actyon, que con una posterior serie de modelos sería a su vez el reemplazo de la anterior "Musso" en todas sus series. En fin, la "Musso" y la "Nueva Korando" harían detener de manera definitiva la producción de la Musso en las cadenas de montaje en Corea del Sur, lo que llevó a que el autofabricante ruso TagAZ comenzara con la producción para el mercado local de los automóviles del modelo "Musso" ante su gran demanda.
Los propietarios de la TagAZ, que incluyen a la Gazprom, solicitaría que de este modelo se manufacturase una variante para la familia y otra para la carga (las que se denominarían en el mercado ruso "TagAZ Socio" y "TagAZ Socio Road"). Estas variantes rusas no detentarían cambios más allá de los hechos a la serie "Musso" y "Musso Sports" en Corea del Sur, pero sus motores, partes eléctricas y otros sólo cambiarían por los de algunos otros usados en los modelos de coches GAZ, y los coches no tendrían "cambios estéticos" de consideración (se reemplazaría el emblema coreano por el de "TagAZ") en su producción. Las ventas inicialmente fueron hechas usando como concesionarios los locales de la Gazprom. El modelo "Musso" aún figura en la página web de la producción de dicha planta, y se puede ver en ella su contenido y prestaciones.

#### Especificaciones (2.ª Serie)
| Modelo | 2.3 Diésel 4x2 (RWD)                                                               | 2.3 Diésel 4x4 (AWD)                                                               | 2.9 Diésel 4x2 (RWD)                                                                            | 2.9 Diésel 4x4 (AWD)                                                                            | 2.3 Gasolina 4x4 (AWD)                                                             | 3.2 Gasolina 4x4 (AWD)                                                             |
| --- | ---------------------------------------------------------------------------------- | ---------------------------------------------------------------------------------- | ----------------------------------------------------------------------------------------------- | ----------------------------------------------------------------------------------------------- | ---------------------------------------------------------------------------------- | ---------------------------------------------------------------------------------- |
| Batalla (mm) | 4,660 4,700 (Incluido el parachoques)                                              | 4,660 4,700 (Incluido el parachoques)                                              | 4,660 4,700 (Con el parachoques modelos 1998~2004) 4,745 (Con el parachoques modelos 2004~2005) | 4,660 4,700 (Con el parachoques modelos 1998~2004) 4,745 (Con el parachoques modelos 2004~2005) | 4,660 4,700 (Con el parachoques)                                                   | 4,660 4,700 (Con el parachoques)                                                   |
| Ancho (mm) | 1,865                                                                              | 1,865                                                                              | 1,865                                                                                           | 1,865                                                                                           | 1,865                                                                              | 1,865                                                                              |
| Altura (mm) | 1,735                                                                              | 1,735                                                                              | 1,735 1,800(Si lleva un portaequipajes)                                                         | 1,735 1,800(Si lleva un portaequipajes)                                                         | 1,735                                                                              | 1,735                                                                              |
| Distancia entre ejes (mm) | 2,630                                                                              | 2,630                                                                              | 2,630                                                                                           | 2,630                                                                                           | 2,630                                                                              | 2,630                                                                              |
| Piso (antes, mm) | 1,510                                                                              | 1,510                                                                              | 1,510                                                                                           | 1,510                                                                                           | 1,510                                                                              | 1,510                                                                              |
| Piso (después, mm) | 1,520                                                                              | 1,520                                                                              | 1,520                                                                                           | 1,520                                                                                           | 1,520                                                                              | 1,520                                                                              |
| Pasajeros/Plazas | 2 asientos (tipo campero) 5 Plazas 7 Plazas                                        | 2 asientos (tipo campero) 5 Plazas 7 Plazas                                        | 2 asientos (tipo campero) 5 Plazas 7 Plazas                                                     | 2 asientos (tipo campero) 5 Plazas 7 Plazas                                                     | 5 Plazas                                                                           | 5 Plazas                                                                           |
| Caja de marchas | 5 Velocidades, manual. 4 Velocidades, automática.                                  | 5 Velocidades, manual. 4 Velocidades, automática.                                  | 5 Velocidades, manual. 4 Velocidades, automática.                                               | 5 Velocidades, manual. 4 Velocidades, automática.                                               | 4 Velocidades, automática.                                                         | 4 Velocidades, automática.                                                         |
| Suspensión (Delantera/Trasera) | Amortiguadores y Eje de tipo Mc Pherson/De horquillas y 5 hojas, de tipo ballesta. | Amortiguadores y Eje de tipo Mc Pherson/De horquillas y 5 hojas, de tipo ballesta. | Amortiguadores y Eje de tipo Mc Pherson/De horquillas y 5 hojas, de tipo ballesta.              | Amortiguadores y Eje de tipo Mc Pherson/De horquillas y 5 hojas, de tipo ballesta.              | Amortiguadores y Eje de tipo Mc Pherson/De horquillas y 5 hojas, de tipo ballesta. | Amortiguadores y Eje de tipo Mc Pherson/De horquillas y 5 hojas, de tipo ballesta. |
| Tracción | 4x2 (RWD)                                                                          | 4x4 (AWD)                                                                          | 4x2 (RWD)                                                                                       | 4x4 (AWD)                                                                                       | 4x4 (AWD)                                                                          | 4x4 (AWD)                                                                          |
| Combustible | Diésel                                                                             | Diésel                                                                             | Diésel                                                                                          | Diésel                                                                                          | Gasolina                                                                           | Gasolina                                                                           |
| Cilindraje (en cc) | 2,299                                                                              | 2,299                                                                              | 2,874                                                                                           | 2,874                                                                                           | 2,295                                                                              | 3,199                                                                              |
| Salida máxima (ps/rpm) | 101/4,000                                                                          | 101/4,000                                                                          | 120/4,000                                                                                       | 120/4,000                                                                                       | 149/5,300                                                                          | 218/5,500                                                                          |
| Par motor máximo (kg*m/rpm) | 21.5/2,400                                                                         | 21.5/2,400                                                                         | 25.5/2,400                                                                                      | 25.5/2,400                                                                                      | 21.6/4,000                                                                         | 31.6/3,750                                                                         |
| 11.7 (Manual 4WD) / 10.2 (automático 4WD) / 11.7 (manual 4wd van) / 10.2 (van 4wd automática) (Después de 10,5 (Manual 4WD) / 9.1 (tracción en las cuatro ruedas automática) / 11.0 (manual 4wd van) / 9.1 (van 4wd automática) cambia en) |                                                                                    |                                                                                    |                                                                                                 |                                                                                                 |                                                                                    |                                                                                    |

## Variantes
- Musso (1993 ~ 1998)

- 602EL (lanzada en 1993, serie con motor de 5 cilindros diésel 2.9L SOHC)
- 601 (lanzada en 1994, motor de cuatro cilindros diésel 2.3L SOHC)
- TDI (lanzada en 1997, motor de 5 cilindros 2.9L SOHC diésel, turbo intercooler)
- 2.0 DOHC (1996 versión con motor de cuatro cilindros, a gasolina 2.0L DOHC)
- 2.3 DOHC (1997 versión con motor de cuatro cilindros, a gasolina 2.3L DOHC)
- EX 3,2 (IL6 3200) (lanzado en 1996, seis cilindros en línea 3.2L a gasolina, DOHC)

- Nueva Musso (1998 ~ 2004)

- 230S (motor de cuatro cilindros 2.3L SOHC, diésel, turbo intercooler)
- 230S CT (tracción trasera, motor de cuatro cilindros 2.3L diésel, turbo intercooler SOHC)
- 230SL (motor de cuatro cilindros 2.3L SOHC diésel, turbo intercooler)
- 230SR (motor de cuatro cilindros de 2.3 litros, de gasolina DOHC)
- 290S (motor de cinco cilindros 2.9L SOHC diésel, turbo intercooler)
- 290SL (motor de cinco cilindros 2.9L SOHC diésel, turbo intercooler)
- 290SR (motor de cinco cilindros 2.9L SOHC diésel, turbo intercooler)
- 320LX (motor de seis cilindros en línea 3.2L gasolina, DOHC)
- 230S Van, motor de cuatro cilindros 2.3 litros, diésel turbo intercooler (SOHC)
- 290S Serie van, motor de 5 cilindros 2.9 litros, diésel turbo intercooler (SOHC)

- Nueva Musso (2002 ~ 2005)

- FX5 Serie Van, motor de cinco cilindros 2.9L SOHC diésel, turbo intercooler)
- FX5 CT van, tracción trasera, motor de 5 cilindros 2.9L diésel, turbo intercooler (SOHC)
- FX5 (motor de cinco cilindros 2.9L SOHC, diésel, turbo intercooler)
- FX5 CT (motor de cinco cilindros 2.9L SOHC diésel, turbo intercooler y tracción trasera)
- FX7 (motor de cinco cilindros 2.9L SOHC diésel, turbo intercooler)

- Musso Sports (1999 ~ 2004)

- 290S (motor de cinco cilindros 2.9L SOHC diésel, turbo intercooler)
- 290S CT motor de 5 cilindros 2.9L diésel, turbo intercooler y tracción trasera (SOHC)

- Musso Sports (2003 ~ 2005)

- FX5 (motor de cinco cilindros 2.9L SOHC diésel, turbo intercooler)
- FX5 CT (motor de cinco cilindros 2.9L SOHC, diésel, turbo intercooler y tracción trasera)
- FX7 (motor de cinco cilindros 2.9L SOHC diésel, turbo intercooler)